# 萩原章
萩原 章（はぎわら あきら、1913年5月14日 - 没年不詳）は、日本の映画監督、脚本家である。

## 来歴・人物
1913年（大正2年）5月14日、大阪市西区（現在の同区堀江あたり）に生まれる。のちの映画監督の萩原遼は3歳上の兄である。
当時日本の租借地だった遼東半島先端部の都市大連に日本が建てた旧制大連市立実業学校を卒業後、兄のいる京都に入り、1938年（昭和13年）、日活京都撮影所時代劇部に入社した。撮影助手として宮川一夫に師事したが、兄のいる東宝映画京都撮影所に移籍して助監督に転向する。同年8月に公開された、並木鏡太郎監督の『長曽禰虎徹』のサード助監督にその名が見える。1940年代になり、戦時下になると製作本数も激減し、監督昇進のチャンスもないまま、同社の東京撮影所（現在の東宝スタジオ）へ異動し、助監督をつづけた。衣笠貞之助、熊谷久虎、島津保次郎、今井正らに師事した。
第二次世界大戦後は、東宝の反組合派の新東宝に参加、佐伯清、中川信夫の助監督をする。その後1950年（昭和25年）、京都の高村正次の「新光映画」で、中川信夫監督の『当り矢金八捕物帖 千里の虎』の脚本を佐伯清と共同で執筆した。翌1951年（昭和26年）のおなじく高村の「宝プロダクション」の設立に参加、ひきつづき中川監督の『又四郎行状記 鬼姫しぐれ』にチーフ助監督としてつき、山手樹一郎の小説を原作として脚本を執筆した。同年4月には、戦前の新興キネマの監督だった吉田信三が「豊田栄」名義で山手の小説を原作として脚本を執筆した『神変美女峠』で、萩原は38歳を目前にして、やっと監督としてデビューした。
早晩宝プロは崩壊し、1954年（昭和29年）から「日米映画」で、『神州天馬侠』全4作を撮るが、その後は文化映画に転向している。

## フィルモグラフィ

### 東宝映画京都撮影所
1938年 助監督
- 『長曽禰虎徹』 : 監督並木鏡太郎、原作岡本綺堂、脚色鏡二郎、撮影河崎喜久三、音楽深井史郎、主演丸山定夫、高堂国典、進藤英太郎

### 新光映画
1950年 脚本
- 『当り矢金八捕物帖 千里の虎』 : 製作高村正次、監督中川信夫、共同脚本佐伯清、撮影河崎喜久三、音楽高橋半、出演嵐寛寿郎、宮城千賀子、徳川夢声、上田吉二郎、沢村国太郎、左卜全、香川良介　※東京映画配給配給

### 宝プロダクション
1951年
- 『又四郎行状記 鬼姫しぐれ』 : 脚本・助監督　製作高村将嗣、監督中川信夫、原作山手樹一郎、撮影河崎喜久三、音楽高橋半、出演嵐寛寿郎、花井蘭子、宮城千賀子、徳川夢声、高堂国典、伊藤雄之助、進藤英太郎、香川良介　※新東宝提携
- 『神変美女峠』 : 監督　原作山手樹一郎、脚本豊田栄、撮影藤井春美、出演黒川弥太郎、相馬千恵子、宮城千賀子、大友柳太郎　※新東宝提携、監督デビュー作
- 『神変美女峠 解決篇 又四郎笠』 : 監督・脚本　原作山手樹一郎、共同脚本豊田栄、撮影藤井春美、出演黒川弥太郎、市川春代、花井蘭子、大友柳太郎　※新東宝提携
- 『十六文からす堂 千人悲願』 : 監督　原作山手樹一郎、脚本木下藤吉、撮影平野好美、出演黒川弥太郎、市川春代、横山エンタツ、久保幸江、大友柳太郎

1952年 監督
- 『青空浪人』 : 原作山手樹一郎、脚本木下藤吉、撮影河崎喜久三、出演黒川弥太郎、浜田百合子、関千恵子、川喜多小六　※新東宝提携

### 新東宝
1954年 監督
- 『悲恋まむろ川』 : 脚本村山俊郎、脚本木下藤吉、撮影河崎喜久三、出演大谷友右衛門、美雪節子、花井蘭子、天知茂、阿部寿美子

### 日米映画
1954年 監督
- 『神州天馬侠 第一部 武田伊奈丸』 : 脚本丸谷剛、原作吉川英治、撮影岡崎宏三、音楽松本伸、出演藤間城太郎

1955年 監督
- 『神州天馬侠 第二部 幻術百鬼』
- 『神州天馬侠 第三部 火ごま水ごま』
- 『神州天馬侠 第四部 天動地変』

## 関連事項
- 萩原遼
- 宝プロダクション （高村正次）

## 註
1. 1 2 3 4  『日本映画監督全集』（キネマ旬報社、1976年）の「萩原章」の項（p.310）を参照。同項執筆は岸松雄。